# Inwersja Waldena

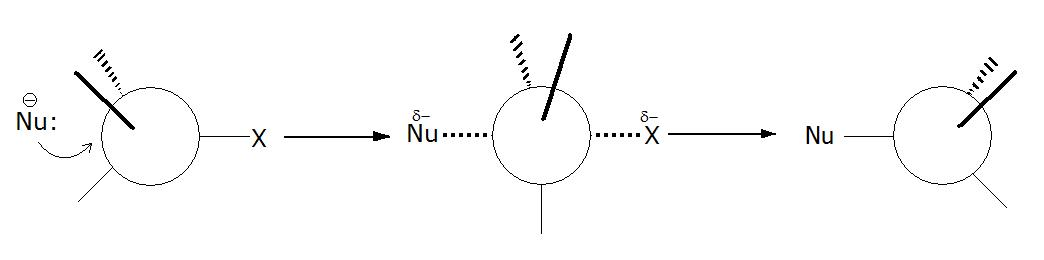
Schemat reakcji S_{n}2

Inwersja Waldena – rodzaj inwersji w chiralnym atomie węgla z konfiguracji R na S i odwrotnie (patrz: konfiguracja absolutna).
Opracowana w 1899 roku przez chemika Paula Waldena.
Przykładem reakcji, w której zachodzi inwersja Waldena jest reakcja Sn2.